# Emil Theodor Richter

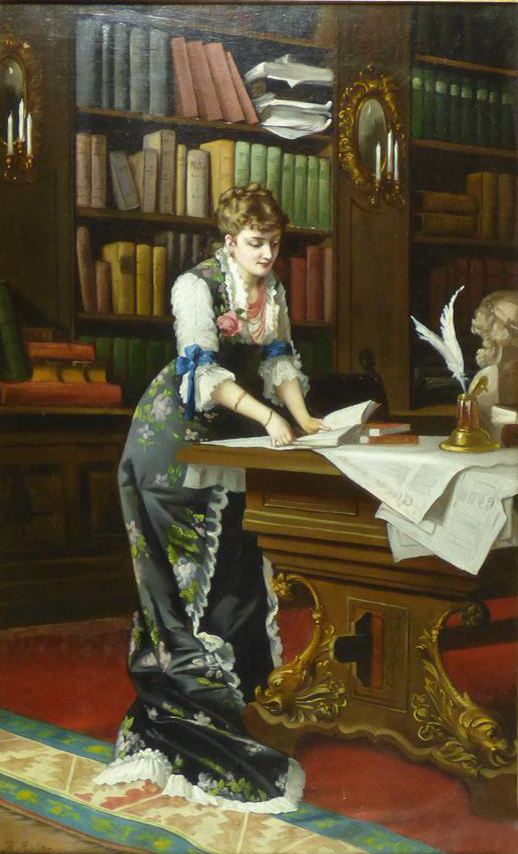
Junge Frau in der Bibliothek

Emil Theodor Richter (* 1801 in Berlin; † 11. Februar 1878 in München) war ein deutscher Landschafts- und Architekturmaler.
Emil Theodor Richter studierte Malerei an der Königlich Preußischen Akademie der Künste in Berlin. 
Den Zeitraum von 1835 bis 1839 verbrachte er auf einer Studienreise nach Italien, wo er zahlreiche Landschaftsstudien u. a. aus den Gegenden um Neapel, Pompeji und Rom anfertigte. Nach diesen Studien schuf er nach der Heimkehr großformatige Landschaftsbilder. 
1840 ließ sich Emil Theodor Richter in München nieder, wo er sich hauptsächlich mit der bayrischen Landschaft beschäftigte, malte aber auch Genrebilder. 